# Hawajka złotogłowa
Hawajka złotogłowa (Rhodacanthis palmeri) – gatunek średniej wielkości ptaka z rodziny łuszczakowatych (Fringillidae), podrodziny łuskaczy(Carduelinae). Endemit Hawaiʻi. Wymarł w latach 90. XIX wieku.

## Taksonomia
Po raz pierwszy gatunek opisał Walter Rothschild w 1892 na łamach „The Annals and magazine of natural history”. Holotyp pochodził z Hawaiʻi. Autor zamieścił jedynie opisy upierzenia samców, samic i ptaków młodych, bez dodatkowych informacji o ich zachowaniu. Nadał nowemu gatunkowi nazwę Rhodacanthis palmeri. Obecnie (2021) Międzynarodowy Komitet Ornitologiczny umieszcza hawajkę złotogłową w rodzaju Rhodacanthis, uznaje ją za gatunek monotypowy. Rothschild opisał również drugi gatunek, hawajkę żółtawą (R. flaviceps). Okazy dla Rothschilda, zafascynowanego rzadkimi, ginącymi i ciekawymi gatunkami, odławiał Henry Palmer. Uznał on zaobserwowane hawajki za jeden gatunek, jednak później Rothschild wyodrębnił hawajki złotogłowe jako większe od żółtawych i o bardziej pomarańczowych głowach. W przypadku hawajek żółtawych ptaki odłowione w 1891 były ostatnimi widzianymi. Hawajki złotogłowe odnotowywano jeszcze przez kilka kolejnych lat. Rothschild wzmiankuje, że niedługo po odkryciu gatunku kolejne okazy pozyskał Robert Cyril Layton Perkins, który sporządził również obserwacje dotyczące owych pomarańczowogłowych hawajek. Nie jest jednak jasne, czy hawajki żółtawe można by uznać za osobny gatunek. Mogły to być ptaki młodociane lub pierwszoroczne, wobec tego brak późniejszych odnotowań byłby logiczny – gatunek stał na skraju wymarcia, więc młode nie pojawiały się. Notatki Palmera zostały przekazane przez Rothschilda do Muzeum Historii Naturalnej w Londynie, jednak wiele z nich zostało potem zniszczonych przez pracowników muzeum.
Rdzenni mieszkańcy Hawajów nazywali te ptaki Poupou lub Hopue, ale nie byli z nimi dobrze zaznajomieni.

## Morfologia
Wymiary podane przez Rothschilda, oryginalne podane w calach: długość ciała – 223 mm, długość górnej krawędzi dzioba – 21 mm, długość skrzydła – 105 mm, długość ogona – 75 mm, długość skoku – 28 mm.
Występuje dymorfizm płciowy w upierzeniu. U samca głowa i gardło intensywnie pomarańczowoczerwone. Grzbiet i pozostała część wierzchu ciała oliwkowozielone, matowe. W niższej części kupra kolor przechodzi w ciemnopomarańczowy, matowy; tak samo na pokrywach nadogonowych. Skrzydła i sterówki ciemne, czarnobrązowe; pióra na krawędziach żółte. Niższa część gardła i pozostała część spodu ciała matowa, żółtopomarańczowa. W niższej części brzucha i na pokrywach podogonowych pióra znacznie jaśniejsze. Dziób niebieskobrązowy, nogi ciemnoszare, tęczówka czerwona.
U samicy wierzch głowy, kark, boki głowy i wierzch ciała oliwkowozielone, niższa część kupra i pokrywy nadogonowe jasnozielone (autor określił ten kolor parrot-green). Czoło jaśniejsze w stosunku do reszty głowy. Lotki i sterówki jasnozielono obrzeżone. Spód ciała matowy, jasnozielony, w niższej części brzucha i na pokrywach podogonowych biały z zielonym nalotem.

## Ekologia i zachowanie
Hawajki złotogłowe zamieszkiwały lasy Acacia koa na wysokości około 1200–1500 m n.p.m. (oryginalne wartości podano w stopach). Według Palmera były to ptaki pozbawione lęku i łatwe do podejścia. Zjadały nasiona A. koa, w żołądkach znaleziono również nasiona innych roślin (jedna z nich miała się zwać Alaii). Podobnie jak hawajki papużkowate (Loxioides bailleui) sporadycznie jadły też gąsienice. Samice i młode były trudne do dostrzeżenia w listowiu. Zawołanie było, według Palmera, niskim gwizdem, brzmiącym jak wydłużone łiik. Składało się z dwóch lub trzech dźwięków, obniżających się ku końcowi; brzmiało melancholicznie. Palmerowi udało się je zwabić przez imitowanie ich zawołania. Perkins opisał również samicę wydającą z siebie pojedynczy, głęboki dźwięk o charakterze alarmu:

Pewnego razu, gdy zastrzeliłem samca, słyszałem jego partnerkę ciągle wydającą z siebie ten dźwięk, kontynuowała to przez jakieś 5 minut, ale zdawała się mieć jakieś brzuchomówcze zdolności: głos dochodził to z przodu, to z tyłu, to blisko, to daleko; było to całkiem niemożliwe, by ptak przelatywał uciekając mojej uwadze.

Brak informacji o rozrodzie.

## Status
IUCN uznaje hawajkę złotogłową za wymarłą (EX, Extinct). Ostatni raz odnotowano hawajkę złotogłową w 1896. Zaledwie 10 lat później amerykański ornitolog Henry Henshaw nie stwierdził już obecności tych ptaków na wyspie. Spreparowane okazy przechowywane są w Cambridge, Londynie, Nowym Jorku i Filadelfii. Przyczyny wymarcia nie są jasne. Możliwe, że za wymarcie tych hawajek odpowiadają niszczenie środowiska, konkurencja, drapieżnictwo i niepokojenie przez gatunki introdukowane; poważne zagrożenie stanowiły też prawdopodobnie choroby przenoszone przez komary.